# Gail Pimm
Gail Pimm, née en 1959 ou 1960 à Montréal, est une joueuse professionnelle de squash représentant le Canada. Elle est championne du Canada en 1986.

## Biographie
Avec l'équipe nationale canadienne, elle participe aux championnats du monde par équipes en 1985, 1987 et 1989. En 1985 et 1987, elle se classe cinquième par équipes.
En 1985 et 1987, Gail Pimm se qualifie pour le tableau principal des championnats du monde. Alors qu'elle est battue par sa compatriote Heather Wallace au premier tour en 1985, elle atteint le troisième tour en 1987 et s'incline en trois jeux face à Alison Cumings.
Elle est championne du Canada en 1986 avant les 11 titres consécutifs de Heather Wallace.

## Palmarès

### Titres
- Championnats du Canada : 1986